# Kevin Schmidt
Kevin Gerard Schmidt (Andover, Kansas; 16 de agosto de 1988) es un actor, productor y director estadounidense. Es hermano del actor y cantante Kendall Schmidt.
Su papel debut fue como Michael en Mind Rage en el año 2000, a los 12 años. Es más conocido como Noah Newman en The Young and the Restless, donde apareció por primera vez el 13 de agosto de 2008.

## Filmografía
- Mind Rage (2000) como Young Michael Reid
- The Downer Channel (2001) como Timmy
- Taken (2002) como Tom Clarke joven
- Cheaper by the Dozen (2003) como Henry Baker
- El efecto mariposa (2004) como Lenny a los 13 años
- Clubhouse (2004) como Brad Saminski
- Monk (2005) como Leo
- Cheaper by the Dozen 2 (2005) como Henry Baker
- Without a Trace (2007) como Mason Bynom
- Resurrection Mary (2007)como Jeff Pryce
- Numb3rs (2007) como Steven Wexford
- CSI: NY (2008) como Tyler Bennet
- Untitled Dave Claplan Pilot (2008) como Daniel
- The Young and the Restless (2008-2012) como Noah Newman
- Poor Paul (2008-2011) como Justin
- Alvin y las ardillas 2 (2009) como Ryan Miller
- Princess Protection Program (2009) como Bull
- Unnatural History (2010) como Henry Griffin
- Bones (2012) como Davey Benson (1 episodio, The Bod in the Pod)
- Luchando por un sueño (American Wrestler: The Wizar). Film dirigido por Alex Ranarivelo en 2016